# Phare de Tarkhankout
Le phare de Tarkhankout (Тарханку́тский мая́к) est un phare situé au bout du cap Tarkhankout dans la péninsule du même nom, à l'extrême ouest de la Crimée. Il se trouve à 5 km au sud-ouest de la petite station balnéaire d'Olenivka. Il est inscrit à la liste des objets du patrimoine culturel de Russie.

## Histoire
Ce phare a été construit en 1816 et la même année, l'on construit son phare jumeau, le phare de Kherson. Il mesure 38 mètres de hauteur et il est construit en pierre blanche d'Inkerman. Le phare était servi par onze marins, un gardien, généralement un officier de marine à la retraite, plusieurs télégraphistes et préposés. La lumière du phare provenait d'une lampe à huile composée de 15 mèches et de 15 réflecteurs. Le carburant était de l'huile obtenue à partir de barbarée commune.
En 1824, la lampe a été rendue mobile et elle a commencé à tourner autour de son axe. À la fin du XIXe siècle, une lampe alimentée au kérosène est installée et la lentille est remplacée par une plus puissante. Une corne de brume était utilisée pour avertir les navires pendant le brouillard, générant des sons aigus et durs. Avant son installation, c'était une cloche qui était utilisée.
Un escalier en colimaçon de fonte, composé de 142 marches et de plusieurs plates-formes, mène de l'étage inférieur à la salle du phare. Pendant les tremblements de terre du 12 septembre 1927, le phare n'a pas été endommagé, bien que la tour du phare ait oscillé d'un côté à l'autre.

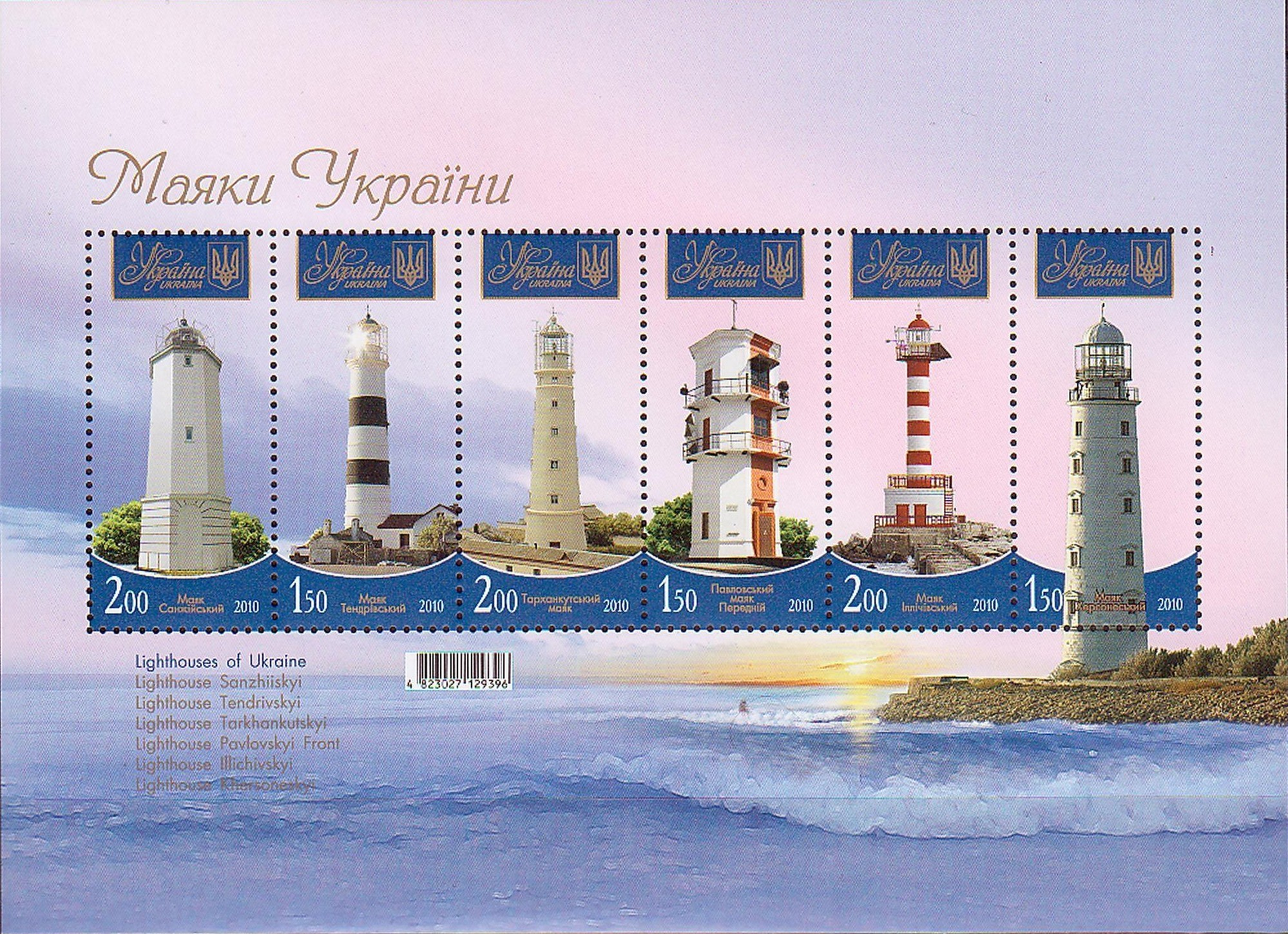
Sur un timbre ukrainien, le troisième avec le Phare de Chersonèse en fond d'image et à droite.

En 1934, l'on ajoute un radiophare de 300 km de rayon d'action. En 1959, un système d'alimentation électrique est installé, il fait partie du patrimoine classé de Russie.